# Lithophane amanda
Lithophane amanda là một loài bướm đêm trong họ Noctuidae.